# Alzamiento de Jagüey Grande
El Alzamiento de Jagüey Grande fue una insurrección independentista ocurrida en el poblado del mismo nombre, en la provincia de Matanzas, Cuba. Fue rápidamente aplastada por las autoridades coloniales españolas.

## Contexto histórico
Cuba, a mediados del siglo XIX, permanecía como colonia de España y bastión del esclavismo en América.
Hacia el último tercio del siglo, la situación se agudizó: Tras la derrota de la esclavitud en los Estados Unidos en la Guerra de Secesión, los esclavistas cubanos y españoles perdieron prácticamente todo el apoyo económico y moral que recibían de los estados del sur de ese país.
Además, el Abandono de Santo Domingo, igualmente en 1865, demostró la inoperancia del colonialismo español en el Caribe, que ya de por sí había demostrado ser ineficaz en la administración de Cuba y represivo hacia cualquier tipo de reforma o cambio.
En septiembre de 1868, la llamada Revolución Gloriosa derrocó la monarquía en España, dando al traste con el viejo régimen. Casi inmediatamente, en ese mismo mes, ocurrió el Grito de Lares en Puerto Rico, la colonia española hermana de Cuba en el Caribe, el cual reclamaba la independencia de la isla.
Finalmente, el 10 de octubre de 1868, ocurre el Grito de Yara en el Oriente de Cuba, siendo rápidamente secundado por el Alzamiento de las Clavellinas, en el Camagüey, el 4 de noviembre del mismo año.
Al comenzar el año 1869, el régimen colonial español se hallaba en estado de emergencia:
Si bien el estallido independentista en Puerto Rico había sido rápidamente aplastado, la guerra en Cuba ya era un hecho consumado y, para colmo, ocurría el Alzamiento de las Villas, a inicios de febrero de 1869.
Todos estos acontecimientos conducen al escenario propicio para el Alzamiento de Jagüey Grande, en la provincia de Matanzas.

## Sucesos
La aristocracia esclavista del Occidente de Cuba temía que la liberación masiva de sus esclavos ocasionara hechos similares a los ocurridos en la Revolución de Haití, en la que los negros, que superaban masivamente a los blancos, masacraron a la población de origen europeo, en una especie de limpieza étnica.
Dichos temores, estaban justificados en el hecho de que más del 77 % de los esclavos de Cuba se encontraban en Occidente, la única región que todavía no se sublevaba.
Por todo lo antes mencionado, el Alzamiento de Jagüey Grande resultó un tímido intento por extender la guerra independentista al Occidente de la isla.
Los cabecillas del mismo, Agustín Rodríguez y Gabriel García Menocal, lograron reunir a poco más de un centenar de hombres en el sur de la provincia de Matanzas.
Tomaron y ocuparon el poblado de Jagüey Grande durante algunas horas, antes de ser derrotados y expulsados por las tropas españolas, quienes rápidamente ahogaron el alzamiento.

## Consecuencias
Con la derrota de este alzamiento, los independentistas cubanos fracasaron en extender la guerra a todo el país.
Si bien es cierto que la guerra alcanzó a extenderse aproximadamente al 70 % de la isla, se hacía necesario abarcar todo el país para arrasar las riquezas del enemigo e incorporar mayor cantidad de hombres al Ejército Mambí.
En años posteriores de la que llegaría a ser conocida como la Guerra de los Diez Años (1868-1878), los mambises cubanos intentarían invadir Occidente en dos ocasiones: en 1870 y en 1875-1876, fracasando en ambas ocasiones.
La Guerra de los Diez Años no logró alcanzar los objetivos que se propuso: Abolir la esclavitud y lograr la indepnedencia de la isla.
Sin embargo, durante la Guerra Necesaria (1895-1898), los mambises cubanos sí lograron el éxito en la Invasión a Occidente y consiguieron finalmente liquidar el régimen colonial español en Cuba en 1898, con la ayuda de los Estados Unidos.